# Jean Pierre Marie Persoit
Jean Pierre Marie Persoit [Persois] (Mirecourt?, 1782-3 – dopo il 1854) è stato un archettaio francese tra i più influenti.
Lavorò per una quindicina d'anni presso il laboratorio di Vuillaume, dove ebbe tra i suoi allievi Dominique Peccatte.

## Biografia
Nonostante il riconoscimento ai massimi livelli della sua produzione, pochi dettagli della sua vita sono noti. Fu tra i primi archettai assunti da Jean Baptiste Vuillaume presso il suo laboratorio, dove lavorò per circa una quindicina di anni (1823–41 secondo Millant; 1828–43 secondo Vatelot), dopo i quali si stabilì in proprio. Verosimilmente lasciò Parigi dopo il 1854, forse per ritirarsi in pensione o per necessità di assistenza personale.

## Stile
I suoi archi migliori hanno uno stile vicino a quello di Tourte, specie le bacchette ottagonali. Le differenze principali rispetto a Tourte sono le bacchette ottagonali con spigoli meno vivi, la testa più squadrata, il tallone più solido e con una gola meno profonda, e bottoni caratteristici con ampie bande asimmetriche che coprono buona parte dell'ebano.
Le sue bacchette tonde hanno invece uno stile più personale, e sono generalmente più massicce rispetto a quelle di Tourte, spesso anche leggermente corte. 
Alcuni suoi archi portano il timbro di Vuillaume, per cui non è sempre facile autenticare con certezza la sua produzione. Altrimenti, le sue bacchette riportano il marchio "PRS" timbrato sulla bacchetta sotto il tallone e sotto la fasciatura, in certi casi fino a tre volte, in altri casi il timbro è assente.